# Pseudaiolopus
Pseudaiolopus is een geslacht van rechtvleugeligen uit de familie veldsprinkhanen (Acrididae). De wetenschappelijke naam van dit geslacht is voor het eerst geldig gepubliceerd in 1967 door Hollis.

## Soorten
Het geslacht Pseudaiolopus  is monotypisch en omvat slechts de volgende soort:
- Pseudaiolopus keyi (Hollis, 1967)